# Episparina hieroglyphica
Episparina hieroglyphica là một loài bướm đêm trong họ Noctuidae.